# عین کرم

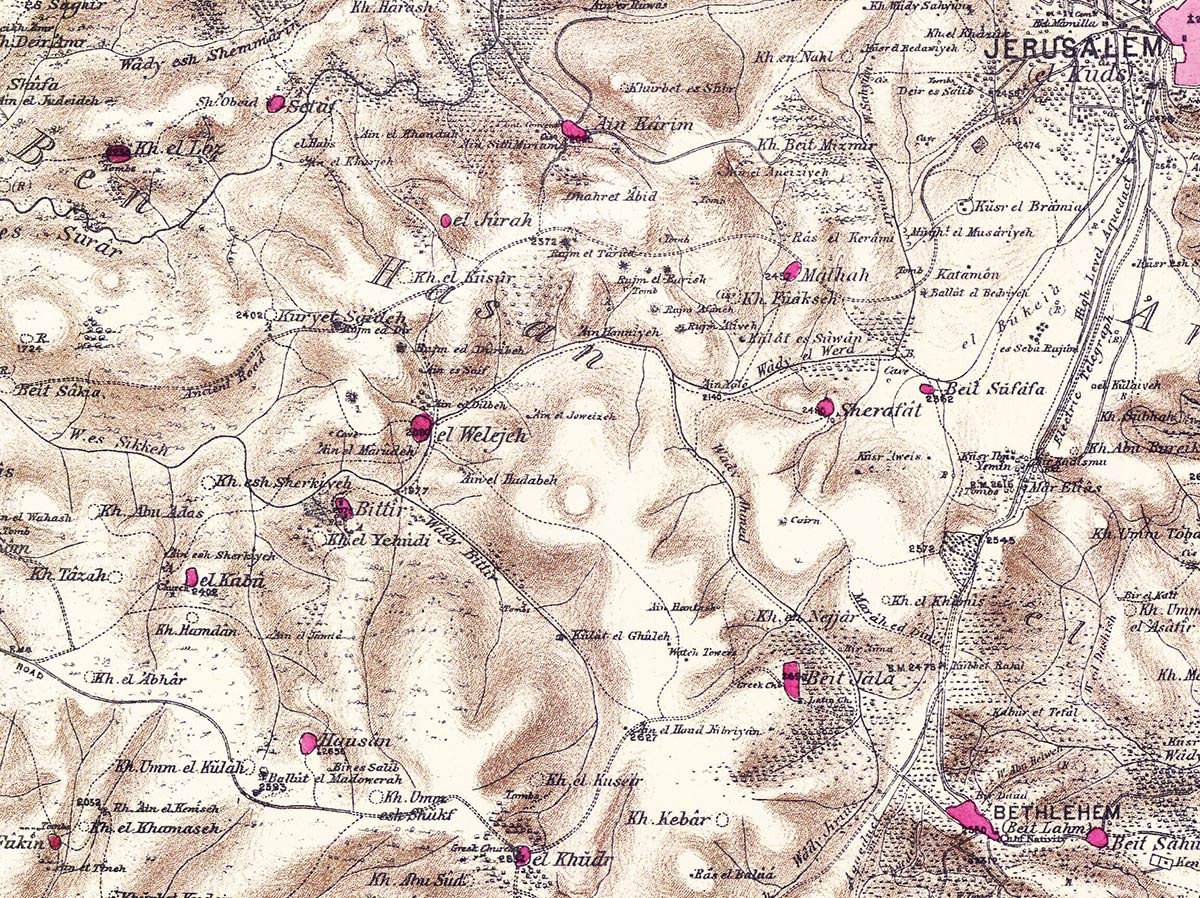
عین کرم در دهه هفتاد سده نوزدهم میلادی

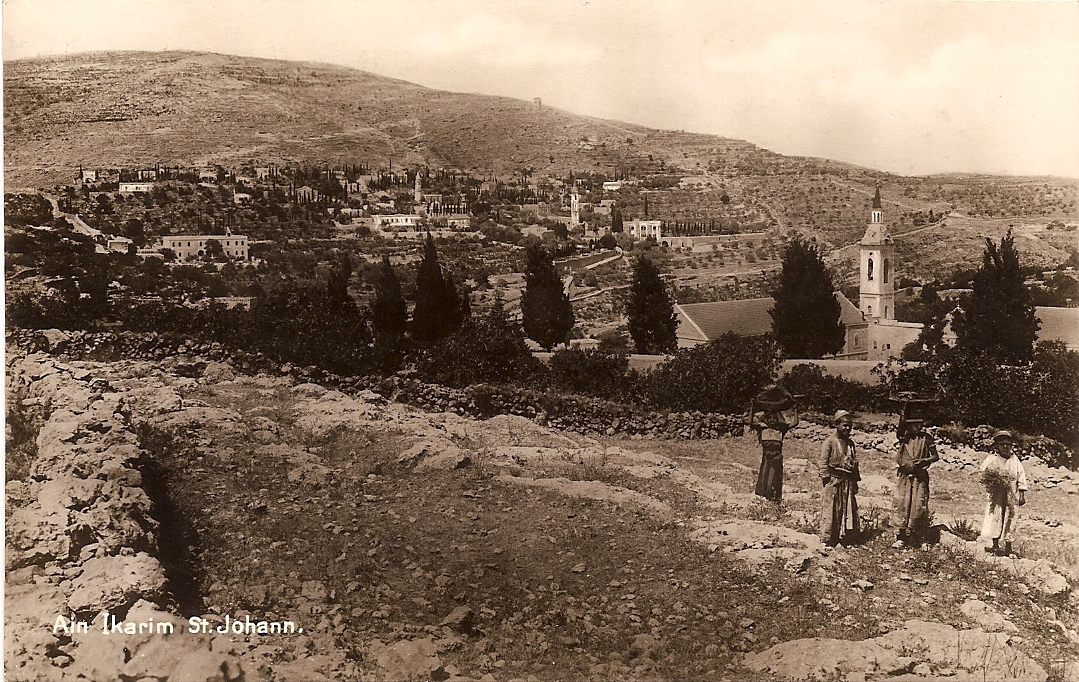
کارت پستالی از عین کرم پیش از سال ۱۹۴۸

عین کرم (عبری: עַיִן כרֶם /ein kerem به معنی «سرچشمه تاکستان») یک روستای تاریخی کوهستانی در جنوب غربی اورشلیم است که در حال حاضر محله‌ای در حومه شهر مدرن، در ناحیه اورشلیم است. این مکان محل مرکز درمانی هداسااست. عین کارم در دوره اواخر معبد دوم یک روستای مهم یهودی بود، که در آن زمان برای مسیحیت اهمیت پیدا کرد.
بر پایه ترادهش‌های ترسایی، یوحنای معمدان در عین کرم زاده شده است.  بر اساس آیه‌ای از انجیل لوقا که می‌گوید خانواده یحیی در «شهری در کوهستان یهودیه» زندگی می‌کردند.
احتمالاً به دلیل موقعیت آن بین بیت‌لحم و اورشلیم، این مکان برای زیارت بسیار راحت بود و این منجر به تأسیس بسیاری از کلیساها و صومعه‌ها در این منطقه شد. در سال‌های حکومت عثمانی و بعداً بریتانیا در فلسطین، عین کارم یک روستای عربی فلسطینی بود.
در طول جنگ عربی-اسرائیلی ۱۹۴۸ از ساکنان خود خالی شد. پس از جنگ، بار دیگر به یک سکونتگاه یهودی تبدیل شد.
امروزه، عین کارم یک محله بوهیمی پرجنب‌وجوش در اورشلیم است، با جمعیتی بالغ بر ۲٬۰۰۰ نفر (۲۰۱۰). این محله سطح بالایی از اصالت خود را حفظ کرده است، محیط طبیعی آن دست‌نخورده باقی مانده و خانه‌های قدیمی آن همچنان مسکونی و حفظ شده‌اند.
این مکان سالانه سه میلیون بازدیدکننده جذب می‌کند که یک‌سوم آن‌ها زائرانی از سراسر جهان هستند. در کنار نشانه‌های مذهبی خود، عین کارم به خاطر هنرهای زیبا، آشپزی و صحنه‌های موسیقی خود نیز شناخته شده است.

## ریشه‌شناسی
نام عین کارم (یا عین کرم) را می‌توان به‌طور تحت‌اللفظی از هر دو زبان عبری و عربی به‌عنوان «چشمه تاکستان» ترجمه کرد. این نام از چشمه‌ها و تاکستان‌هایی که بر روی دامنه‌های پلکانی روستا ایجاد شده‌اند، گرفته شده است.
ترجمه دیگری که ممکن است وجود داشته باشد «چشمه کارم» است، اگر از یک شهر باستانی عصر آهن اسرائیلی به نام کارم مشتق شده باشد، که به‌عنوان شهری در قلمرو قبیله یهودا در نسخه سپتواجنت کتاب یوشع ذکر شده است.

## تاریخ
چشمه‌ای که آب روستای عین کارم را تأمین می‌کند، از زمان‌های قدیم باعث سکونت در آنجا شده است.

### عصر برنز
سفال‌هایی در نزدیکی چشمه پیدا شده که به عصر برنز میانه برمی‌گردد.

### عصر آهن/دوره اسرائیلی
در دوره عصر آهن یا دوره اسرائیلی، عین کارم معمولاً به عنوان مکان روستای کتاب مقدس بیت هاکرم شناخته می‌شود.

### دوره معبد دوم
یک میقوه (حمام آیینی یهودی) به خوبی حفظ شده نشان می‌دهد که در دوره معبد دوم یک سکونتگاه یهودی در آنجا وجود داشته است، همراه با برخی دیگر از کشفیات مانند چند قبر، قطعاتی از یک دیوار و یک پرس زیتون. یک مخزن در اینجا در طومار مسی، یکی از طومارهای دریای مرده، ذکر شده است.

### دوره‌های رومی و بیزانسی
در حفاری‌های کلیسای سنت جان باپتیست، یک مجسمه مرمری از آفرودیته (یا ونوس) پیدا شد که به دو نیم شکسته شده بود. اعتقاد بر این است که این مجسمه به دوره رومی برمی‌گردد و احتمالاً در زمان بیزانس سرنگون شده است. امروزه این مجسمه در موزه راکفلر قرار دارد. حفاری‌ها در جلوی همان کلیسا، که در مرکز آن غاری قرار دارد که سنت مسیحی آن را به عنوان محل تولد یحیی تعمیددهنده شناسایی می‌کند، بقایای دو کلیسای بیزانسی را کشف کرده‌اند، یکی از آنها حاوی کتیبه‌ای است که به «شهیدان» مسیحی اشاره دارد، اما بدون هیچ اشاره‌ای به یحیی. سرامیک‌هایی از دوره بیزانسی نیز در عین کرم پیدا شده است.
در دوره بیزانسی، به عنوان بخشی از تأسیس «لیتورژی اورشلیم»، عین کرم با «دیدار» شناسایی شد، رویدادی که در عهد جدید ذکر شده است که در آن مریم، در انتظار عیسی، با الیصابات، دختر عموی خود که باردار یحیی تعمیددهنده بود، ملاقات کرد. منابع بیزانسی عین کرم را با محل سکونت الیزابت، مادر یحیی تعمیددهنده، مرتبط می‌کنند، مکانی که در عهد جدید مشخص نشده است. در حدود سال ۵۳۰ میلادی، زائر مسیحی تئودوسیوس محل سکونت الیزابت را در فاصله‌ای ۸ کیلومتر از اورشلیم قرار می‌دهد، که با عین کرم مطابقت دارد.

### دوره اسلامی اولیه
عین کرم پس از فتوحات مسلمانان ثبت شد. التمیمی، پزشک (درگذشته ۹۹۰)، به کلیسایی در عین کرم که توسط مسیحیان مورد احترام بود اشاره می‌کند و به گیاه خاصی که در آنجا جمع‌آوری کرده بود، اشاره می‌کند.

### دوره صلیبی
در زمان جنگ‌های صلیبی با نام سنت ژهان دو بوا، «سنت جان در کوه‌ها»، ذکر شده است. صلیبیون اولین کسانی بودند که در اینجا کلیسایی به سنت جان اختصاص دادند که در قرن هفدهم توسط فرانسیسکن‌ها بازسازی شد و هنوز هم فعال است، و موشه شارون، مورخ اسرائیلی، آن را «تقریباً مطمئن» می‌داند که صلیبیون کسانی بودند که سنت شناسایی آن مکان خاص به عنوان محل تولد سنت جان را آغاز کردند.

### دوره‌های ایوبی و مملوک
پس از فتوحات اورشلیم در سال ۱۱۸۷، صلاح‌الدین روستای عین کارم را به ابو میدان، یک معلم صوفی مشهور از سویل، اندلس، اعطا کرد. ابو میدان در نبرد حطین ۱۱۸۷ علیه صلیبیون جنگید و سپس به مغرب بازگشت، جایی که در نهایت در تلمسان، در الجزایر امروزی، درگذشت. یک سند، که در سال ۱۳۲۰ (۷۲۰ هجری قمری) در اورشلیم توسط نوه بزرگ ابو میدان تهیه شده است، دارایی‌های وقف را شرح می‌دهد که با عین کارم آغاز می‌شود:
«روستایی به نام عین کارم، یکی از روستاهای مجاور اورشلیم. این روستا شامل زمین‌های زراعی و بایر، هم کشت شده و هم رها شده، دامنه‌ها و دشت‌ها، سنگ‌های برهنه غیرمولد، ساختمان‌های ویران، خانه‌های مزرعه، ساختمان‌های در حال تعمیر با زمین‌های اطراف، یک باغ کوچک، درختان انار و انواع دیگر که با آب چشمه‌های موجود در ملک آبیاری می‌شوند، درختان زیتون از نوع «رومی» یا غربی، درختان خرنوب، درختان انجیر، بلوط‌های ساکن، قیکب‌ها (چوب‌های سخت)... این روستا به عنوان وقف تأسیس شده است، با همه حقوق، ملحقات، زمین‌ها، زمین‌های زراعی، خرمن‌کوبی‌ها، خاک‌های لومی، با چشمه‌های آب شیرین در محل، مراتع، درختان کاشته شده، چاه‌های بلااستفاده، تاکستان‌ها، به طور خلاصه، با همه حقوق مربوط به آن، هم در داخل و هم در خارج. با این حال، مسجد، خانه خدا، راه و قبرستانی که برای استفاده مسلمانان در نظر گرفته شده است، در وقف حاضر گنجانده نشده است.»
وقف ابو میدان، که شامل محله مغربی در اورشلیم بود، تا جنگ ۱۹۴۸ از درآمدهای کشاورزی و ملکی روستای عین کارم حمایت می‌کرد. یک سکه از دوران سلطنت الصالح حاجی (۱۳۸۹ میلادی) در اینجا پیدا شد، همراه با سفال، شیشه و سکه‌های دیگر از دوره مملوک.

### دوره عثمانی
منطقه عین کرم در دهه ۱۸۷۰ بیشتر روستا – حدود ۱۵،۰۰۰ دونم – زمین وقف بود که به صورت خیریه برای بهره‌مندی از جامعه مسلمانان مراکشی در اورشلیم اختصاص داده شده بود و به وقف تأسیس شده توسط ابو میدان در قرن چهاردهم تعلق داشت.
در سال ۱۵۱۷، روستا به همراه بقیه فلسطین به امپراتوری عثمانی پیوست و در سوابق مالیاتی ۱۵۹۶ به عنوان عین کریم، واقع در ناحیه جبل قدس از لیوای القدس ظاهر شد. روستا در این زمان ۲۹ خانوار داشت که همگی مسلمان بودند. روستاییان نرخ مالیات ثابتی معادل ۳۳.۳٪ بر محصولات کشاورزی پرداخت می‌کردند که شامل گندم، جو، محصولات تابستانی، تاکستان‌ها، شیره/ملس انگور، بزها و کندوها علاوه بر «درآمدهای گاه‌به‌گاه» بود؛ مجموعاً ۵،۳۰۰ آقچه. تمام درآمد به وقف می‌رفت.

در طول قرن هفدهم، فرانسیسکن‌ها موفق شدند ویرانه‌های کلیسایی را که صلیبیون بر روی غار تولد سنت جان ساخته بودند، بازیابی کنند و علی‌رغم مخالفت محلی مسلمانان، آن را به عنوان صومعه سنت جان در کوه‌ها بازسازی و مستحکم کنند. 

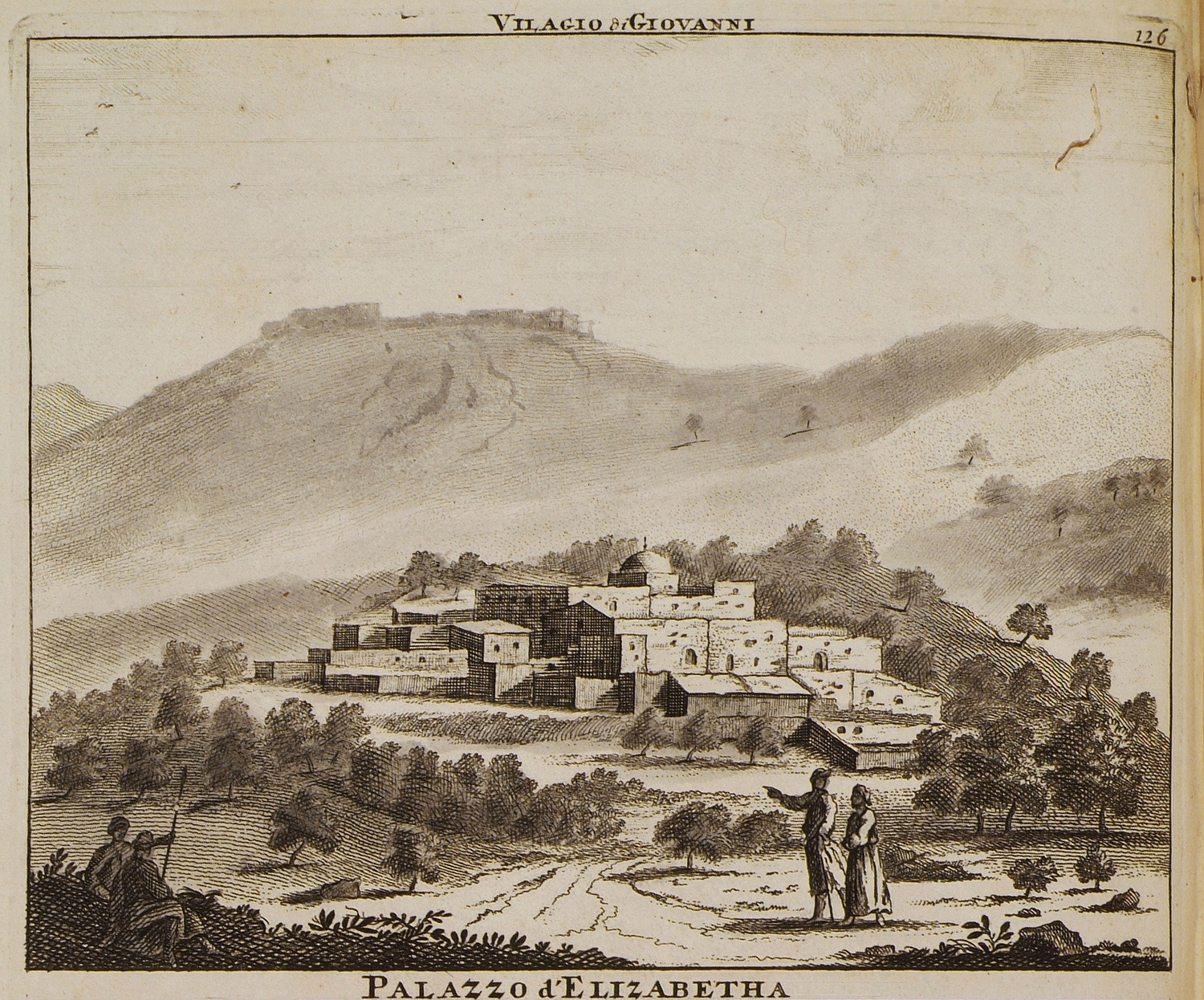
عین کریم در سال ۱۶۸۱، توسط کورنلیس دی بروین

جغرافیدان اسرائیلی یهوشوع بن-آریه عین کارم را به عنوان «مهم‌ترین روستا در غرب اورشلیم» در قرن نوزدهم توصیف کرد.
جیمز سیلک باکینگهام (James Silk Buckingham) در اوایل دهه ۱۸۰۰ از آن بازدید کرد و دریافت که «بیشتر از این روستا خوشش آمده است [...] تا از هر جای دیگری که تا کنون در فلسطین بازدید کرده بود.»
در سال ۱۸۳۸، «عین کریم» به عنوان یک روستای مسلمان و مسیحی لاتین در ناحیه بنی حسن ثبت شد.
در سال ۱۸۶۳ ویکتور گرین (Victor Guérin) هزار نفر ساکن را یادداشت کرد «که از این تعداد به سختی دویست و پنجاه نفر کاتولیک هستند؛ بقیه مسلمان هستند.» اجداد دومی‌ها به عنوان مغربی‌ها، یعنی از مغرب (شمال آفریقا) شناخته می‌شدند. گرین آنها را به عنوان افرادی پر سر و صدا و متعصب توصیف می‌کند که تا چند سال قبل از بازدید او بسیار اغلب به راهبان کاتولیک در صومعه سنت جان حمله می‌کردند تا از آنها غذا و پول بگیرند، عادتی که اخیراً کاهش یافته بود.
یک لیست رسمی از روستاهای عثمانی از حدود سال ۱۸۷۰ نشان داد که «عین کریم» ۱۷۸ خانه و جمعیتی معادل ۵۳۳ نفر داشت، اگرچه شمارش جمعیت فقط شامل مردان بود. جمعیت شامل ۴۱۲ مسلمان در ۱۳۸ خانه، ۶۶ مسیحی لاتین در ۱۸ خانه و ۵۵ مسیحی یونانی در ۱۲ خانه بود.
در سال ۱۸۸۳، بررسی فلسطین غربی (SWP) از PEF (Palestine Exploration Fund) «عین کریم» را به این صورت توصیف کرد: «یک روستای پر رونق با حدود ۶۰۰ نفر ساکن، ۱۰۰ نفر از آنها مسیحی لاتین هستند. این روستا بر روی یک تراس طبیعی قرار دارد که از تپه‌های بالاتر در شرق آن بیرون می‌آید، با یک دره پهن و مسطح در پایین در غرب. در جنوب زیر روستا یک چشمه خوب (عین سیتی مریم) وجود دارد، با مکانی طاق‌دار برای دعا بر روی آن. آب از یک لوله به یک آب‌خوری جاری می‌شود.»
در سال ۱۸۹۶ جمعیت «عین کریم» حدود ۱۲۹۰ نفر تخمین زده شد.

### دوره قیمومت بریتانیا

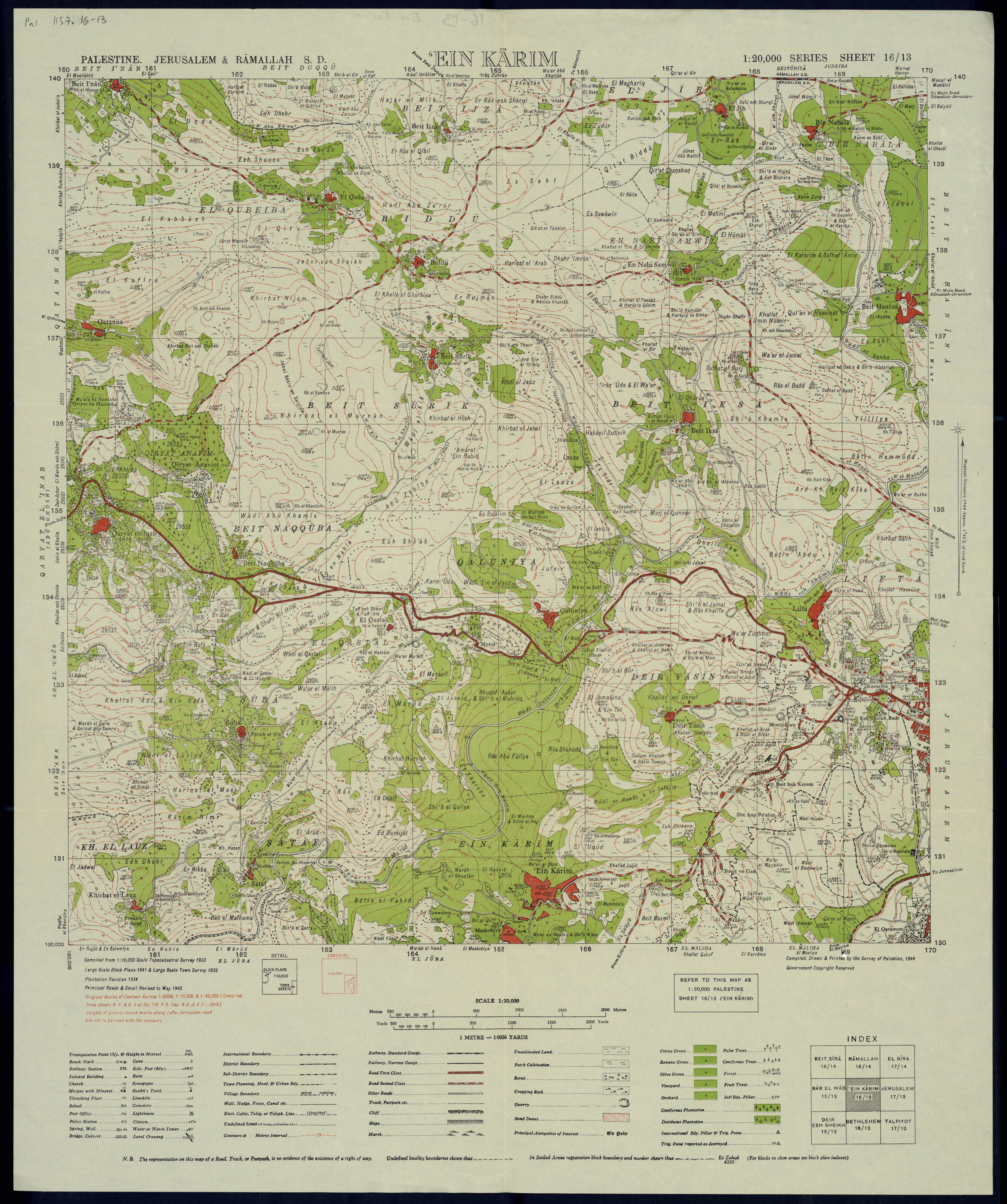
عین کریم و اطراف آن در بررسی فلسطین در سال ۱۹۴۴

در سرشماری ۱۹۲۲ فلسطین، که توسط مقامات قیمومت بریتانیا انجام شد، جمعیت عین کریم ۱،۷۳۵ نفر بود؛ شامل ۱۲۸۲ مسلمان و ۴۵۳ مسیحی، که در سرشماری ۱۹۳۱ به ۲،۶۳۷ نفر در ۵۵۵ خانه افزایش یافت.
در طول شورش‌های ۱۹۲۹ در فلسطین، ساکنان عرب عین کریم به محله یهودی نزدیک بیت وگان حمله کردند.
در آمار ۱۹۴۵، عین کریم جمعیتی معادل ۳،۱۸۰ نفر داشت؛ ۲،۵۱۰ مسلمان و ۶۷۰ مسیحی، مساحت کل زمین ۱۵،۰۲۹ دونم بود، از این مقدار، مجموعاً ۷،۹۶۰ دونم زمین آبیاری شده یا برای باغات استفاده می‌شد، ۱،۱۹۹ برای غلات استفاده می‌شد؛ در حالی که مجموعاً ۱،۷۰۴ دونم به عنوان مناطق ساخته شده (شهری) طبقه‌بندی شده بود.
طرح تقسیم فلسطین ۱۹۴۷ سازمان ملل متحد عین کریم را در محوطه اورشلیم قرار داد که برای کنترل بین‌المللی در نظر گرفته شده بود.

### جنگ ۱۹۴۸ عرب‌ها و اسرائیل
هنگامی که جنگ ۱۹۴۷-۱۹۴۹ فلسطین آغاز شد، عین کریم به یک پایگاه اصلی عملیات علیه محله‌های یهودی‌نشین نزدیک تبدیل شد. در فوریه ۱۹۴۸، ۳۰۰ جنگجوی چریکی روستا توسط یک نیروی ارتش آزادی‌بخش عربی به خوبی مسلح از جنگجویان عمدتاً سوری تقویت شدند و در ۱۰ مارس یک نیروی قابل توجه عراقی به روستا رسید. این امر در عرض چند روز با ورود حدود ۱۶۰ جنگجوی مصری دنبال شد. در ۱۹ مارس، روستاییان به همراه مهمانان خارجی خود به یک کاروان یهودی در جاده تل‌آویو-اورشلیم حمله کردند. بلافاصله پس از کشتار آوریل ۱۹۴۸ در روستای نزدیک دیر یاسین (در شمال)، بیشتر زنان و کودکان روستا تخلیه شدند.
روستا سرانجام در طول کمپین ده روزه ژوئیه ۱۹۴۸  توسط نیروهای اسرائیلی تصرف شد. ساکنان باقی‌مانده در ۱۰-۱۱ ژوئیه فرار کردند. نیروهای ارتش آزادی‌بخش عربی که در روستا اردو زده بودند، در ۱۴-۱۶ ژوئیه پس از آنکه نیروهای یهودی دو تپه مسلط، خربت بیت مزمیل و خربت الحمامه را تصرف کردند و روستا را گلوله‌باران کردند، روستا را ترک کردند. در روزهای آخر خود، عین کریم از کمبود شدید غذا رنج می‌برد.

### دولت اسرائیل
پس از پایان جنگ، اسرائیل روستا را به مرزهای شهری اورشلیم وارد کرد. عین کرم یکی از معدود مکان‌های عربی تخلیه شده بود که جنگ را با بیشتر ساختمان‌ها دست نخورده پشت سر گذاشت. خانه‌های متروکه با مهاجران جدید، بسیاری از آنها یهودیان مزراحی که از کشورهای عربی که در طول جنگ و پس از آن با اسرائیل جنگیدند، یعنی یهودیان عراق و مصر و همچنین یمن، فرار کرده بودند، دوباره اسکان داده شدند.
در طول سال‌ها، جو روستایی جمعیتی از هنرمندان و صنعتگران را جذب کرد. امروزه این محله‌ای پرجنب‌وجوش و بوهیمیایی در اورشلیم است که بسیاری از هنرمندان، جوانان و گردشگران را جذب می‌کند.
در سال ۱۹۶۱، هداسا مرکز درمانی خود را بر روی تپه‌ای نزدیک ساخت، از جمله مرکز درمانی هداسا و مدارس پزشکی، دندانپزشکی، پرستاری و داروسازی دانشگاه عبری اورشلیم.